# Христович, Душан
Душан Христович (серб. Душан Христовић, родился 9 декабря 1929 в Липолисте) — сербский инженер-информатик, один из известных деятелей информатики Сербии, члены команды разработчиков компьютеров ЦЕР-10, ЦЕР-22 и ХРС-100.

## Биография

### Образование
Родился 9 декабря 1929 года в Липолисте (ныне община Шабац) в семье учителей. Окончил начальную школу в Липолисте в 1941 году, после войны окончил гимназию города Шабац в 1949 году с отличием. Выпускник электротехнического факультета Белградского университета, отделения телекоммуникаций (диплом от 10 января 1956). Занимался логическим проектированием цифровых компьютеров в лондонской компании ICL в 1964—1965 годах.

### Рабочая деятельность
Христович работал инженером-электриком, испытателем и проектировщиком компьютеров в военно-техническом институте (1956—1957), институте ядерных наук «Винча» (1957—1963) и институте Михаила Пупина (1963—1964). Был в составе команды проектировщиков компьютеров ЦЕР-10 в институте «Винча» (1960) и ЦЕР-22 в институте Михаила Пупина (1968), а также в разработке компьютера ХРС-100 (он же ГВС-100) в АН СССР (1971). Также Христович был членом команды разработчиков микрокомпьютеров семейства ТИМ и компьютерных сетей в институте Михаила Пупина (1983—1990).

### Публикации
Душан Христович опубликовал более 50 статей в научных журналах и на конференциях в Югославии и мире. Известен как автор семи книг:
- Електронски дигитални аутомати; Београд, Рад, 1963 (Электронные цифровые автоматы)
- Импулсна електроника; Београд, Техничка књига, 1964 (Импульсная электроника)
- Гибридная система ГВС-100, Москва, ИПУ, 1974
- ЕТАН активности 1953/83; Београд, ЈС-Етан, 1984 (Активность ЕТАН)
- Како раде рачунари, Приручник и ЦД; Београд, ВФЦ Застава, 1987 (Как работают компьютеры: учебное пособие)
- Рачунари ТИМ; Београд, Научна књига, 1990 (Компьютеры ТИМ)
- Хроника дигиталних деценија (50 год. Рачунарства у Србији); Београд, ДИС, ИМП и PC-press, 2011 (Хроника цифровых декад: 50 лет компьютерной технике в Сербии)

## Награды
Христович является обладателем ряда наград и дипломов: в 1976 году на конференции ЕТАН он получил премию за лучшую статью. Удостоен также диплома белградского журнала «Техника» (1982), звания заслуженного члена Ассоциации инженеров-механиков и электриков Югославии (1988), премий ДИС-2008 и ДИС-2013 за заслуги в развитии сербской информатики, диплома ЕТРАН 2006 года и т.д. С 1973 года — член общества информатики Сербии, с 2006 года — почётный член общества ЕТРАН.